# Симонова, Евгения Павловна
Евге́ния Па́вловна Си́монова (род. 1 июня 1955, Ленинград, СССР) — советская и российская актриса театра, кино, озвучивания и дубляжа, народная артистка России (1995). Лауреат Государственной премии СССР (1984).

## Биография
Родилась 1 июня 1955 года в Ленинграде в семье военного врача Павла Васильевича Симонова, впоследствии крупнейшего советского психолога, академика АН СССР. Окончила музыкальную школу имени Гнесиных.
В 1976 году Евгения Павловна Симонова окончила ВТУ имени Б. В. Щукина (секретарь комитета комсомола училища, делегат съездов ВЛКСМ) и была приглашена в Московский академический театр имени Владимира Маяковского, в котором служит более 45 лет.

## Творчество

### Фильмография
| Год       |     | Название                                    | Роль                                                               |
| --------- | --- | ------------------------------------------- | ------------------------------------------------------------------ |
| 1973      | ф   | В бой идут одни «старики»                   | лейтенант Маша Попова                                              |
| 1974      | ф   | Вылет задерживается                         | Елена Дмитриевна Шеметова (Алёна), младшая дочь                    |
| 1975      | ф   | Афоня                                       | Катя Снегирёва, медсестра, влюблённая в Афоню                      |
| 1975      | ф   | Под крышами Монмартра                       | Виолетта Шевалье, цветочница (поёт Светлана Лукашова)              |
| 1975      | ф   | Пропавшая экспедиция                        | Тася Смелкова, дочь профессора                                     |
| 1976      | ф   | Золотая речка                               | Тася Смелкова                                                      |
| 1977      | ф   | Кто поедет в Трускавец                      | Оленька, регистратор в поликлинике                                 |
| 1977      | ф   | Приехали на конкурс повара                  | Наташа Земляникина                                                 |
| 1977      | ф   | Это было в Коканде                          | Варя, сестра милосердия (озвучивала Антонина Кончакова)            |
| 1978      | ф   | Обыкновенное чудо                           | Принцесса                                                          |
| 1978      | ф   | Школьный вальс                              | Дина Соловьёва                                                     |
| 1978      | ф   | Баламут                                     | Валентина Николаевна Ромашова, преподавательница английского языка |
| 1979      | ф   | День свадьбы придётся уточнить              | Аня                                                                |
| 1979      | ф   | Ералаш (выпуск № 22, сюжет «Прощай, Вася!») | учительница                                                        |
| 1980      | ф   | Двадцать шесть дней из жизни Достоевского   | Анна Григорьевна Сниткина                                          |
| 1980      | ф   | Рассказ неизвестного человека               | Зинаида Фёдоровна                                                  |
| 1980      | ф   | Рафферти                                    | Джил Харт, певица, любовница Рафферти                              |
| 1981      | ф   | Контрольная по специальности                | Александра (Аля) Мороз                                             |
| 1982      | ф   | Сеанс одновременной игры                    | Ольга Васильевна Пинчук, корреспондент                             |
| 1982      | ф   | Транзит                                     | Алла Глебовна, учительница литературы                              |
| 1983      | ф   | Долгая дорога к себе                        | Анна Алексеевна Якушева, жена Шурика, художница                    |
| 1983      | ф   | Карантин                                    | мама Маши, сотрудница НИИ                                          |
| 1983      | кор | Когда играли Баха                           | Инна                                                               |
| 1983      | ф   | Подросток                                   | Альфонсина                                                         |
| 1984      | ф   | Сказки старого волшебника                   | жена Синей бороды                                                  |
| 1985      | ф   | Дети солнца                                 | Лиза, сестра Протасова                                             |
| 1988      | ф   | Француз                                     | Анна, мать                                                         |
| 1989      | ф   | Прямая трансляция                           | Люся                                                               |
| 1990      | кор | А вот и я…                                  | снималась                                                          |
| 1990      | ф   | Бес в ребро                                 | Ирина Сергеевна                                                    |
| 1993      | ф   | Роль                                        | бывшая пионервожатая                                               |
| 1993      | ф   | Русский регтайм                             | Маша                                                               |
| 1994      | ф   | Призрак дома моего                          | снималась                                                          |
| 2001      | ф   | Не покидай меня, любовь                     | Таня                                                               |
| 2003—2004 | с   | Евлампия Романова. Следствие ведёт дилетант | Катя Романова                                                      |
| 2004      | с   | Дети Арбата                                 | Софья Александровна (мать Саши Панкратова)                         |
| 2004      | ф   | Четыре Любови                               | Люба                                                               |
| 2005      | с   | Талисман любви                              | Любовь Евсеевна Уварова                                            |
| 2006      | ф   | Многоточие                                  | Кира Георгиевна, скульптор                                         |
| 2006      | с   | Служба доверия                              | Кира Сергеевна Глазунова, психолог, заведующая Службой доверия     |
| 2008      | с   | Цыганочка с выходом                         | Марина Викторовна, мать Ивана                                      |
| 2009      | с   | Иван Грозный                                | Ефросинья Старицкая                                                |
| 2009      | ф   | Сынок                                       | адвокат                                                            |
| 2009      | ф   | Событие                                     | мать Любы                                                          |
| 2009      | с   | Капля света                                 | Маргарита Станиславовна Селезнёва                                  |
| 2011      | ф   | Два билета в Венецию                        | Нина Сергеевна, мать Саши                                          |
| 2011      | с   | Дело гастронома № 1                         | Ева Ефанова                                                        |
| 2012      | ф   | Капитаны                                    | Ольга Александровна, мать Нины и Евгении                           |
| 2012      | ф   | Элизиум                                     | тётушка                                                            |
| 2013      | с   | Куприн (серия «Впотьмах»)                   | Колосова, мать Дарьи                                               |
| 2014      | ф   | Взрослые дочери                             | хозяйка театра                                                     |
| 2015      | с   | Выстрел                                     | Кривцова                                                           |
| 2015      | с   | Метод                                       | Софья Зиновьевна, учительница                                      |
| 2015      | ф   | Память осени                                | Таисия Семёновна                                                   |
| 2017      | с   | Осиное гнездо                               | Елизавета Андреевна                                                |
| 2018      | ф   | Тайны госпожи Кирсановой                    | Елизавета Прокофьевна Басаргина, тётя Ларисы                       |
| 2019      | с   | Ланцет                                      | Валентина Ивановна Седлакова, заместитель главврача                |
| 2019      | с   | Скажи правду                                | Ирина, тётя Ксении                                                 |
| 2020      | с   | Метод 2                                     | Софья Зиновьевна, учительница                                      |
| 2020      | с   | Анна Медиум                                 | Надежда Аркадьевна                                                 |
| 2021      | с   | Медиатор                                    | Татьяна Викторовна Дашевская                                       |
| 2022      | с   | Друг на час                                 | Марина, жена Николая                                               |
| 2022      | ф   | Просточеловек                               | Елизавета Васильевна                                               |
| 2022      | с   | Идентификация                               | Ирина, мама Даниила                                                |
| 2023      | с   | Пищеблок                                    | бабушка Риты (второй сезон)                                        |
| 2024      | с   | Иные                                        | Любовь Владимировна, профессор                                     |
| 2024      | с   | Последний богатырь. Наследие                | Эльвира Козимировна                                                |
| 2024      | ф   | Смотри на меня!                             | Скляр                                                              |
| 2024      | ф   | Точка опоры                                 | Анна Ивановна                                                      |

### Озвучивание мультфильмов
| Год  |   | Название                  | Роль             |
| ---- | - | ------------------------- | ---------------- |
| 1984 | ф | А в этой сказке было так… | Царевна Несмеяна |

### Телеспектакли
| Год  |     | Название                                                                 | Роль          |
| ---- | --- | ------------------------------------------------------------------------ | ------------- |
| 1976 | тсп | Как важно быть серьёзным                                                 | Сесили Кардью |
| 1977 | тсп | Доходное место                                                           | Полинька      |
| 1978 | тсп | Лика                                                                     | Лика          |
| 1985 | тсп | Сцены из драмы «Маскарад» (по мотивам драмы М. Ю. Лермонтова «Маскарад») | Нина Арбенина |

### Роли в Театре имени Вл. Маяковского
- «Три высокие женщины» Эдварда Олби
- «Любовник» Гарольда Пинтера
- «Кукольный дом» Генрика Ибсена — Нора
- «Жертва века» по Александру Островскому — Юлия Павловна Тугина (режиссёр — Юрий Иоффе)
- «Шутка мецената» Аркадия Аверченко — Яблонька (постановщица — Татьяна Ахрамкова)
- «Круг» Сомерсета Моэма — Элизабет (постановщица — Татьяна Ахрамкова)
- «Любовный напиток» Питера Шеффера — Лотта (постановщица — Татьяна Ахрамкова)
- «Исповедь Анны» по Льву Толстому — Анна Аркадьевна Каренина
- «КПД одержимости» Якова Волчека — Таня (постановщик — Андрей Гончаров)
- «Чайка» Антона Чехова — Нина Заречная (постановщик — Александр Вилькин)
- «Она в отсутствие любви и смерти» Эдварда Радзинского — Она (постановщик — Владимир Портнов)
- «Жизнь Клима Самгина» Максима Горького — Лидия Варравка (постановщик — Андрей Гончаров)
- «Место для курения» Виктора Славкина — Катя (постановщик — Н. Волков)
- «Смотрите, кто пришёл!» Владимира Арро — Алина (постановщик — Борис Морозов)
- «Молва» Афанасия Салынского — Батюнина (постановщик — Андрей Гончаров)
- «Да здравствует королева, виват!» Роберта Болта — Мария Стюарт (постановщик — Андрей Гончаров)
- «Валенсианские безумцы» Лопе де Вега — Эрифила (постановщица — Татьяна Ахрамкова)
- «Женитьба» Николая Гоголя — Агафья Тихоновна (режиссёр — Сергей Арцибашев)
- «Старомодная комедия» Алексея Арбузова — Она (режиссёр — Владимир Портнов)
- «Шаткое равновесие» Эдварда Олби — Агнес (режиссёр — Сергей Арцибашев)
- «Шестеро любимых» Алексея Арбузова — Настасья Петровна Алёхина (режиссёр — Екатерина Гранитова-Лавровская)
- «Месяц в деревне» И. С. Тургенева — Наталья Петровна (режиссёр — Александр Огарев)
- «На чемоданах» Ханоха Левина — Геня Гелернтер (режиссёр — Александр Коручеков)
- «Август: Графство Осейдж» Трейси Леттса — Виолетта (режиссёр — Гиртс Эцис)
- «Русский роман» Марюса Ивашкявичюса — Софья Андреевна (режиссёр — Миндаугас Карбаускис)

### Роли в театре «Современник»
- «Пять вечеров» Александр Володин — Тамара (реж. — Александр Огарев)
- «Враги. История любви» Исаак Башевис Зингер — Тамара Бродер (реж. — Евгений Арье)

## Общественная позиция
В феврале 2022 года Евгения Симонова осудила войну с Украиной: «Нет войне! Война — это катастрофа для всех! Надо остановить братоубийственную войну!».

## Признание и награды
- 1980 год — Премия Ленинского комсомола за талантливое воплощение образов современников в кино и высокое исполнительское мастерство.
- 1984 год — Государственная премия СССР — за роли в спектаклях «Молва» А. Д. Салынского, «Жизнь Клима Самгина» М. Горького, «Леди Макбет Мценского уезда» Н. С. Лескова.
- 1984 год — Заслуженная артистка РСФСР.
- 1995 год — Народная артистка РФ (28 декабря) — за большие заслуги в области искусства[5]
- Премия «Ника» — за лучшую женскую роль в фильме «Многоточие».[источник не указан 634 дня]
- 1995 год — Премия имени К. С. Станиславского — за спектакль «Жертва века».
- 1995 год — Премия правительства Москвы — за спектакль «Жертва века».
- 2004 год — Премия «Хрустальная Турандот» — за главную роль в спектакле «Три высокие женщины».
- 2005 год — Орден Почёта (25 октября) — за заслуги в области культуры и искусства и многолетнюю плодотворную работу.[6]
- 2006 год — Премия «Золотой орёл» — за лучшую женскую роль в телевизионном кино («Дети Арбата»).
- 2006 год — Премия Гильдии киноведов и кинокритиков России «Белый Слон» — за лучшую женскую роль за роль в х/ф «Многоточие».
- 2011 год — Орден «За заслуги перед Отечеством» IV степени (20 апреля) — за большой вклад в развитие отечественного театрального искусства и многолетнюю творческую деятельность.[7]
- 2017 год — Премия «Золотая маска» — за лучшую главную женскую роль: Софьи Толстой в спектакле Миндаугаса Карбаускиса «Русский роман».
- 2024 год — Приз жюри «За лучшую женскую роль второго плана» XX кинофестиваля Волоколамский рубеж («Смотри на меня!»).[8]
- 2025 год — Знак отличия «За безупречную службу городу Москве» XL лет (11 февраля) — за многолетнюю плодотворную деятельность на благо города Москвы и москвичей.[9]

## Семья
Отец — Павел Симонов (1926—2002), психолог, академик, лауреат Государственной премии СССР. Мать — Ольга Вяземская (1924—1991), педагог.
Брат — Юрий Вяземский (род. 1951), писатель, телеведущий, заслуженный работник культуры РФ.
Первый муж — Александр Кайдановский (1946—1995), киноактёр, кинорежиссёр, сценарист, заслуженный деятель искусств РФ. Дочь — Зоя Кайдановская (род. 1976), актриса. Внуки — Алексей (1999), Варвара (2010), Софья (2015).
Второй муж — Дмитрий Полонский (род. 1958), актёр.
Третий муж — Андрей Эшпай (род. 1956), кинорежиссёр, заслуженный деятель искусств РФ. Дочь — Мария Эшпай (род. 1986), пианистка.
Приёмная дочь — Дарья Коршакова(род. 1982).